# Stazione di Mazara del Vallo
La stazione di Mazara del Vallo è la stazione ferroviaria a servizio della città di Mazara del Vallo, posta al km 137+66 della linea Alcamo Diramazione-Castelvetrano-Trapani, in Sicilia.

## Storia
La prima stazione ferroviaria ferrovia di Mazara del Vallo venne inaugurata nel 1882 con l'apertura della linea ferroviaria che collegava Trapani a Palermo via Castelvetrano e Alcamo, passando per Mazara del Vallo. Per la città fu uno snodo importante per i suoi avviati commerci vinicoli.
L'attuale edificio venne inaugurato il 28 ottobre 1928, posta al km  137+66 della linea Alcamo diramazione - Castelvetrano - Trapani. All'inaugurazione hanno preso parte Monsignor Nicolò Maria Audino Arcivescovo di Mazara del Vallo, autorità civili e militari e la banda musicale.
Fino agli anni sessanta venivano utilizzati carri per trasportare le merci che dal porto canale, attraverso i binari ubicati nel lungomare Giuseppe Mazzini, arrivavano allo scalo merci. i carri merci, trainati da un carrello automotore Badoni trasportavano le seguenti merci: uva zibibbo proveniente da Pantelleria, pesce in vagoni refrigerati, che poi venivano agganciati ai treni diretti in tutto il continente, contenitori per il vino o per l'olio d'oliva.

## Strutture e impianti
La stazione è costituita da un fabbricato viaggiatori centrale a due livelli, munito di pensilina sul primo binario, al quale si affianca dal lato Palermo un esercizio commerciale, un parcheggio e il vecchio fabbricato viaggiatori in disuso.
La stazione è gestita in telecomando dal DCO di Palermo ed è servita dai treni regionali operati da Trenitalia sulla relazione Trapani-Castelvetrano-Piraineto.

### Linea ferrata
Il fascio binari è costituito da tre binari non elettrificati a scartamento normale, di cui due muniti di marciapiedi per servizio viaggiatori e uno di corretto tracciato. I binari non di corsa hanno lunghezza utile di 247 m.

### Dotazioni della stazione
La stazione di Mazara del Vallo è dotata di doppio segnalamento di protezione e partenza. Essa è inoltre dotata di rifornitore d'acqua, e di un ponte a bilico lungo 9 m con portata di 40t.
In stazione sono vietate le manovre a spinta sui binari di corsa e su quelli non indipendenti dai binari stessi, sia in direzione Palermo che in direzione Trapani.